# Pectiniunguis roigi
Pectiniunguis roigi är en mångfotingart som beskrevs av Pereira, Foddai och Minelli 200. Pectiniunguis roigi ingår i släktet Pectiniunguis och familjen småjordkrypare.
Artens utbredningsområde är Ecuador. Inga underarter finns listade i Catalogue of Life.